# Krajowa Sekcja Kolejarzy NSZZ „Solidarność”
Krajowa Sekcja Kolejarzy NSZZ „Solidarność” – część zawodowa centrali związkowej - Komisji Krajowej NSZZ „Solidarność”, zrzeszająca pracowników wszystkich spółek kolejowych, wchodzących w skład grupy PKP lub wywodzących się z niej. Historia kolejowej Solidarności stanowi integralną część dziejów całego ruchu Solidarność. Sekcja jest też zrzeszona w Europejskiej Federacji Pracowników Transportu (European Transport Workers Federation) z siedzibą w Brukseli. 
Działacze Sekcji niejednokrotnie podkreślali, iż kontynuują działalność międzywojennego Zjednoczenia Kolejowców Polskich.

## Chronologia
- lipiec 1980 – Strajk kolejarzy w Lublinie
- październik 1980 – Protest głodowy kolejarzy we Wrocławiu

## Przewodniczący związku
- 1980-1981 – Włodzimierz Badełek
- 1981 – Krzysztof Gołygowski
- 1990 – Józef Dąbrowski
- 1990-1998 – Krzysztof Mamiński
- 1998-2006 – Stanisław Kogut
- od 2006 – Henryk Grymel

## Media

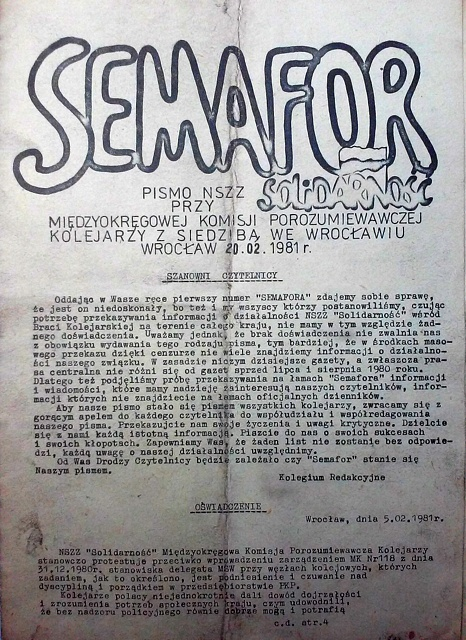
Semafor - pismo NSZZ „Solidarność” Międzyokręgowej Komisji Porozumiewawczej Kolejarzy we Wrocławiu, nr 1 z dnia 20.02.1981 r.

Od 1994 organem prasowym Sekcji jest dwutygodnik Wolna Droga, z siedzibą redakcji we Wrocławiu. Wcześniej - od 1981 pismo było wydawane przez Międzyokręgową Komisję Porozumiewawczą Kolejarzy NSZZ „Solidarność”, od 1989 przez Okręgową Sekcję Kolejarzy NSZZ „Solidarność” Region Dolny Śląsk, w pierwszym roku pt. Semafor.

## Siedziba
Zarząd Krajowy związku mieści się w kompleksie budynków - przed wojną: b. Dyrekcji Kolei Państwowych, po wojnie: najpierw Dyrekcji Okręgowej Kolei Państwowych, następnie Centralnej Dyrekcji Okręgowej Kolei Państwowych, zaś obecnie jednej ze spółek kolejowych: PKP Polskie Linie Kolejowe, nieopodal dworca Warszawa Wileńska.